# شاين هاربر (لاعب هوكي الجليد)
شاين هاربر (بالإنجليزية: Shane Harper)‏ هو لاعب هوكي الجليد أمريكي، ولد في 1 فبراير 1989 في فالنسيا، سانتا كلاريتا، كاليفورنيا في الولايات المتحدة.

## وصلات خارجية
- شاين هاربر على موقع دوري الهوكي الوطني (الإنجليزية)
- شاين هاربر على موقع EliteProspects.com (الإنجليزية)
- شاين هاربر على موقع Eurohockey.com (الإنجليزية)
- شاين هاربر على موقع HockeyDB.com (الإنجليزية)
- شاين هاربر على موقع Hockey-Reference.com (الإنجليزية)